# Киладзе, Ролан Ильич
Рола́н Ильи́ч Кила́дзе (груз. როლან ილიას ძე კილაძე), 23 сентября 1931, Тифлис, ЗСФСР, СССР — 22 февраля 2010, Тбилиси, Грузия) — советский и грузинский астроном. Доктор физико-математических наук (1982), член-корреспондент национальной академии наук Грузии (1988), профессор (2007).
В честь Ролана Киладзе назван астероид (4737) Киладзе (4737 Kiladze). 
Одному из кратеров на Плутоне Международным астрономическим союзом в 2019 году присвоено название Kiladze (Киладзе), чем отмечен вклад Романа Киладзе в изучение фотометрии, астрометрии и динамики Плутона. Считается, что этот кратер представляет собой уникальный гигантский криогенный вулкан, через который из недр Плутона на поверхность изливалась вода, впоследствии застывшая с образованием окружающего этот кратер крупного поля водного льда, не характерного для поверхности Плутона в целом .

## Биография
Родился 23 сентября 1931 года. В 1950—1955 годах учился в Тбилисском государственном университете, с 1955 года работал в Абастуманской астрофизической обсерватории. В 1962 году защитил кандидатскую, а в 1982 году — докторскую диссертацию. В 2001—2006 годах был директором национальной астрофизической обсерватории Грузии. В 2004—2006 годах являлся председателем диссертационного совета Абастуманской обсерватории.
Одновременно c научной работой занимался педагогической деятельностью в Тбилисском государственном университете имени И. Джавахишвили (1962—2006), в Педагогическом университете имени Сулхан-Саба Орбелиани (1985—1990), а с 2007 по 2010 год был профессором Государственного университета Ильи.
Член Международного астрономического союза (с 1964 года), член Европейского астрономического совета (с 1982 года). В течение многих лет был заместителем председателя Комитета по космонавтике Грузии и вице-президентом Грузинского астрономического общества.

## Вклад в науку

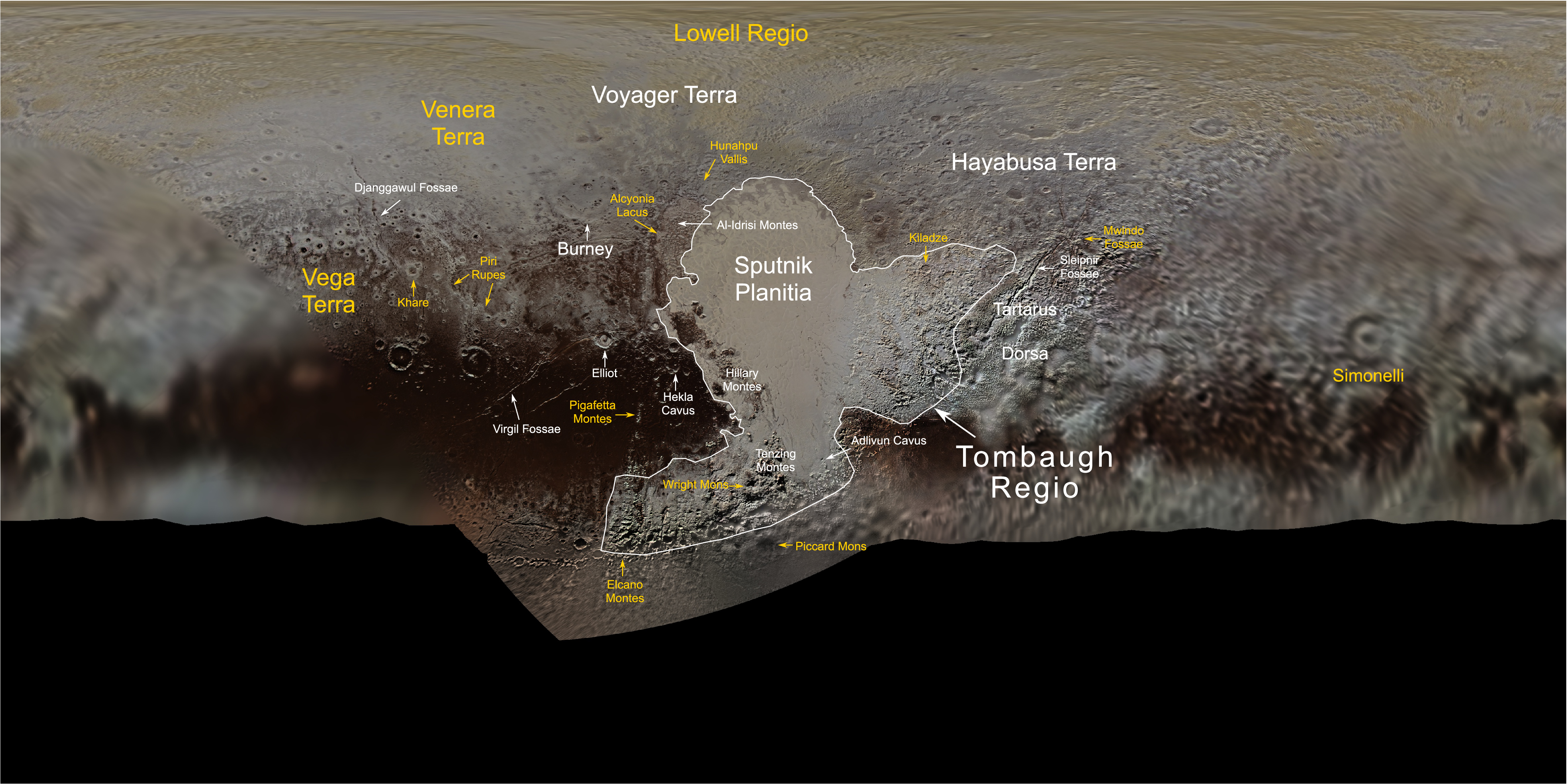
Кратер Киладзе (по центру изображения) на поверхности Плутона

Ролан Киладзе изучал движение и происхождение тел Солнечной системы. Он разработал универсальную формулу для определения длительности суток для дальних планет (1965). Определил массу Плутона (1967). Фотометрическим методом Ролан Киладзе рассчитал толщину колец планеты Сатурн (1967), что в 1995 году было подтверждено наблюдениями, выполненными с помощью космического телескопа Хаббл. Определил признаки существования атмосферы на планете Меркурий (1977). Обнаружил сверхновую звезду в созвездии Лебедя (1975). Разработал теорию о современном вращении планет, которая подтвердилась в 2005 году обнаружением ещё двух небольших спутников Плутона (1986).
Киладзе предполагал, что планета Плутон всё ещё находится в процессе формирования и она всё ещё окружена роем мелких частиц. Он предсказал существование спутника Плутона Харона за год до его открытия (1976).
Вместе с коллегами из Санкт-Петербурга разработал теорию движения геостационарных спутников (2000). Обнаружил явление регуляризации орбиты обломков спутников (2004). На основе этого открытия была создана теоретическая возможность сбора «космического мусора». Нашел критерий предсказания столкновения астероида с Землей на основе всего двух позиционных наблюдений за короткий период времени (2004).
Автор монографии «Современное вращение планет, как результат развития околопланетных роев мелких частиц» (1986) и «Теория движения геостационарных спутников» (2008, соавтор Сочилина А. С.), учебника для студентов высших учебных заведений «Курс теоретической астрофизики», трёх каталогов геостационарных спутников, а также более 140 научных статей и заметок.

## Награды
- Медаль «За доблестный труд» (1970);
- Государственная премия СССР (1971) [источник не указан 376 дней];
- Медаль «Ветеран труда» (1986);
- Медаль «25 лет полёта человека в космос» (1986);
- Медаль «30 лет полёта человека в космос» (1991)[4];
- Медаль имени Академика Королёва (1987);
- Медаль имени Академика Челомея (1988)[5];
- Медаль «ХХХ лет полёта Ю. Гагарина в космос» (1991)[6];
- Медаль имени Циолковского (1991);
- Медаль за достижения двадцатого века (1991);
- Орден Чести (2001).

## Память
- В честь Ролана Киладзе назван астероид (4737) Киладзе[1].
- Название Киладзе присвоено кратеру на Плутоне (2019)[7].